# لی بو یونگ
لی بو یونگ (کره‌ای: 이보영؛ زادهٔ ۱۲ ژانویه ۱۹۷۹) بازیگر اهل کره جنوبی است. او بیشتر به خاطر ایفای نقش در درام‌های کره‌ای دختر من سو یونگ (۲۰۱۲)، می‌توانم صدایت را بشنوم (۲۰۱۳)، زمزمه (۲۰۱۷)، مادر (۲۰۱۸)، وقتی عشق من شکوفا می‌شود (۲۰۲۰) و مال من (۲۰۲۱) شناخته می‌شود.

## حرفه
لی بو یونگ حرفهٔ سرگرمی خود را از طریق برنده شدن در مسابقهٔ رژهٔ زیبایی میس کوریا در دجون در سال ۲۰۰۰ آغاز کرد. او فارغ‌التحصیل ادبیات کره‌ای از دانشگاه زنان سئول است و رؤیای او در ابتدا مجری خبری بود. او یکی از ۱۵ فینالیست در صف استخدام سالیانهٔ شبکهٔ ام‌بی‌سی بود، اما در نهایت شغل را به دست نیاورد. به جای آن، او حرفهٔ مدلینگ را آغاز کرد و مدل تبلیغاتی برای آسیانا ایرلاینز بوده‌است.
لی بو یونگ حرفهٔ بازیگری خود را در سال ۲۰۰۳ آغاز کرد و از اولین نقش‌های او می‌توان به بازی در درام مردم دهکدهٔ واتر فلاور (۲۰۰۴) در کنار سونگ ایل گوک و آخرین رقص رو برای من نگه دار (۲۰۰۴) اشاره کرد.

## زندگی عاشقانه

### قرار گذاشتن و ازدواج
لی بو یو یونگ در سال ۲۰۰۴ و در محل فیلم‌برداری مجموعه تلویزیونی آخرین رقص رو برای من نگه دار (۲۰۰۴) بازیگر جی سانگ را ملاقات کرد و در سال ۲۰۰۷ رابطهٔ خود را در سال ۲۰۰۷ آغاز کردند. در ۲ اوت ۲۰۱۳، آنها با انتشار یک نامهٔ دست‌نویس در وبگاه‌های رسمی طرفداران، نامزدی خود را اعلام کردند. لی بو یونگ و جی سانگ در ۲۷ سپتامبر ۲۰۱۳ در هتل واکرهیل در سئول ازدواج کردند. نخستین فرزند آنها که یک دختر به نام کواک جی-یو است، در ۱۲ ژوئن ۲۰۱۵ به دنیا آمد. فرزند دوم آنها، یک پسر به نام کواک وو-سونگ در ۴ فوریه ۲۰۱۹ به دنیا آمد.

### فعالیت‌های خیرخواهانه
در سال ۲۰۱۵، لی بو یونگ ۱۰۰ میلیون وون به مرکز سرطان کودکان در بیمارستان دانشگاه ملی سئول اهدا کرد.

## فیلم‌شناسی

### فیلم
| سال  | عنوان            | نقش             | توضیحات | منابع |
| ---- | ---------------- | --------------- | ------- | ----- |
| ۲۰۰۴ | برادر من         | می-ریونگ        |         |       |
| ۲۰۰۶ | یک کارناوال کثیف | هیون-جو         |         |       |
| ۲۰۰۸ | روزی روزگاری     | هاروکو / چون-جا |         |       |
| ۲۰۰۹ | فرا تر از بلو    | اون-وو          | «Cream» |       |
| ۲۰۰۹ | من شادم          | سو-کیونگ        |         |       |

### مجموعه‌های تلویزیونی
| سال  | عنوان                        | نقش                         | توضیحات                          | منابع  |
| ---- | ---------------------------- | --------------------------- | -------------------------------- | ------ |
| ۲۰۰۳ | فرار از بیکاری               | چا می ریم                   |                                  | [ ۲۷ ] |
| ۲۰۰۳ | زنده باد عشق                 | سه-ریونگ                    |                                  | [ ۲۸ ] |
| ۲۰۰۴ | مردم دهکدهٔ واتر فلاور        | یو یو کیونگ                 |                                  |        |
| ۲۰۰۴ | جانگ گیل سانگ                | کی-ره                       |                                  | [ ۲۹ ] |
| ۲۰۰۴ | آخرین رقص رو برای من نگه دار | یون سو جین                  |                                  |        |
| ۲۰۰۵ | برخورد                       | چوی اوم جی                  |                                  | [ ۳۰ ] |
| ۲۰۰۵ | عشقم، عزیزم                  | یو این یونگ                 |                                  |        |
| ۲۰۰۵ | افسانه سودانگ                | شاهدخت سونهوا از شیلا       |                                  |        |
| ۲۰۰۶ | آقای گودبای                  | چوی یونگ این                |                                  |        |
| ۲۰۰۶ | ملکهٔ بازی                    | کانگ اون سول                |                                  |        |
| ۲۰۱۰ | بیلیونر شدن                  | لی شین می                   |                                  |        |
| ۲۰۱۰ | خانه طلایی                   | یون سو رین                  |                                  |        |
| ۲۰۱۰ | آتنا: الههٔ جنگ               | جو سو یونگ                  | مهمان (قسمت‌های ۳–۵)              |        |
| ۲۰۱۱ | براوو عشقم                   | کانگ جه می                  |                                  |        |
| ۲۰۱۲ | مرد استوا                    | هان جی وون                  |                                  |        |
| ۲۰۱۲ | دختر من سو یونگ              | لی سو یونگ                  |                                  |        |
| ۲۰۱۳ | می‌توانم صدایت را بشنوم       | جانگ هه سونگ                |                                  |        |
| ۲۰۱۴ | هدیه خدا - ۱۴ روز            | کیم سو هیون                 |                                  |        |
| ۲۰۱۴ | پینوکیو                      | صدای مسیریابی ماشین هه سونگ | (تنها صدا، حضور افتخاری (قسمت ۳) |        |
| ۲۰۱۷ | زمزمه                        | شین یونگ جو                 |                                  |        |
| ۲۰۱۸ | مادر                         | کانگ سو جین                 |                                  |        |
| ۲۰۲۰ | وقتی عشق من شکوفا می‌شود      | یون جی سو                   |                                  |        |
| ۲۰۲۰ | استارت آپ                    |                             | حضور افتخاری (قسمت ۱۰)           | [ ۳۱ ] |
| ۲۰۲۱ | مال من                       | سو هی-سو                    |                                  | [ ۳۲ ] |
| ۲۰۲۳ | آژانس                        | گو آه-این                   |                                  | [ ۳۳ ] |

### برنامه‌های تلویزیونی
| سال  | عنوان                                  | نقش  | منابع  |
| ---- | -------------------------------------- | ---- | ------ |
| ۲۰۰۷ | اولایو او - لی بو یونگ از گرس تا پاریس | مجری |        |
| ۲۰۱۳ | eat CITY - کافه ایتالیایی لی بو یونگ   | مجری | [ ۳۴ ] |

### حضور در موزیک ویدئوها
| سال  | نام آهنگ          | آرتیست     | منابع  |
| ---- | ----------------- | ---------- | ------ |
| ۲۰۱۱ | «Crying, Calling» | Zia و 4Men | [ ۳۵ ] |